# Уо (знак)

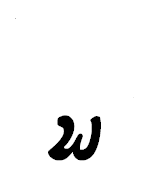

Уо — сра ниссай, подстрочный знак огласовки в кхмерской письменности. Знак встречается только в кхмерском языке и имеет одинаковое значение и для кхмерских согласных группы «А», и для согласных группы «О», во всех случаях обозначает дифтонг «уо». В словарной последовательности огласовок знак Уо занимает восьмое место и предшествует группе огласовок со знаком майна.

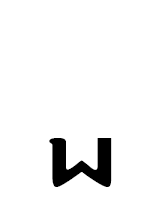